# Gerrit Vooys (voetballer)
Gerrit Vooys (Katwijk aan Zee, 11 oktober 1947) is een voormalig Nederlands voetballer. Hij was als doelman 15 seizoenen actief in het betaald voetbal voor achtereenvolgens AZ '67, San Jose Earthquakes, DS '79 en FC VVV.

## Spelerscarrière
Vooys begon zijn voetbalcarrière als jeugdspeler bij de plaatselijke amateurclub Quick Boys waar hij drie jaar onder de lat stond bij het eerste elftal. Na het vervullen van zijn militaire dienstplicht stond de Katwijker voor de keus: een loopbaan als gediplomeerd schipper in de zeevisserij of als profvoetballer. Een proefperiode bij Excelsior leverde hem geen contract op, omdat zijn conditie volgens trainer Bob Janse onvoldoende was. Een jaar later durfde AZ '67 het wel aan om in zee te gaan met de fors gebouwde, 97.5 kilo zware keeper. 
Vooys was jarenlang eerste keus bij de Alkmaarse eredivisionist, tot de komst van Rizah Mešković in 1976. Hierna raakte zijn carrière enigszins in het slop. In 1978 vertrok hij naar de Verenigde Staten om daar tijdelijk aan de slag te gaan bij San Jose Earthquakes. Twee jaar later vertrok de doelman definitief uit Alkmaar om vervolgens neer te strijken bij DS '79. Ook toen trok weer het avontuur. Ondanks een eerdere toezegging door trainer George Knobel ketste een overstap naar Seiko Hongkong af. Na een tip van Peter Ressel, zijn oud-ploegmakker in San Jose en Alkmaar, vond Vooys in 1981 alsnog onderdak bij FC VVV dat op zoek was naar een opvolger voor Eddy Sobczak.
Bij de Venlose eerstedivisionist stond Vooys ruim twee jaar lang als eerste doelman onder de lat, tot een opmerkelijk voorval tijdens de thuiswedstrijd van FC VVV tegen FC Den Haag op 24 augustus 1983. Bij een 1-0 voorsprong liet Vooys een bal glippen waardoor het 1-1 werd. Uit frustratie over de afkeurende reacties van het publiek liep hij vervolgens tot ieders verbijstering van het veld af. Trainer Sef Vergoossen moest de routinier hierna vervangen door de debuterende reservekeeper John Roox. Na afloop werd Vooys door de club voor zijn gedrag beboet en geschorst. Roox toonde zich een prima stand-in en zou vervolgens de concurrentiestrijd in zijn voordeel beslissen. Vooys kreeg in 1984 geen nieuw contract meer aangeboden en beëindigde zijn profloopbaan, ook al omdat hij hinder ondervond van schouderklachten.

### Profstatistieken
| Seizoen         | Club                 | Competitie      | Competitie | Competitie | Beker | Beker | Overige | Overige | Totaal | Totaal |
| Seizoen         | Club                 | Competitie      | Wed.       | Dlp.       | Wed.  | Dlp.  | Wed.    | Dlp.    | Wed.   | Dlp.   |
| --------------- | -------------------- | --------------- | ---------- | ---------- | ----- | ----- | ------- | ------- | ------ | ------ |
| 1969/70         | AZ '67               | Eredivisie      | 34         | 0          | 4     | 0     | —       | —       | 38     | 0      |
| 1970/71         | AZ '67               | Eredivisie      | 32         | 0          | 2     | 0     | —       | —       | 34     | 0      |
| 1971/72         | AZ '67               | Eerste divisie  | 33         | 0          | 0     | 0     | —       | —       | 33     | 0      |
| 1972/73         | AZ '67               | Eredivisie      | 19         | 0          | 3     | 0     | —       | —       | 22     | 0      |
| 1973/74         | AZ '67               | Eredivisie      | 33         | 0          | 3     | 0     | —       | —       | 36     | 0      |
| 1974/75         | AZ '67               | Eredivisie      | 31         | 0          | 3     | 0     | —       | —       | 34     | 0      |
| 1975/76         | AZ '67               | Eredivisie      | 34         | 0          | 3     | 0     | 5       | 0       | 42     | 0      |
| 1976/77         | AZ '67               | Eredivisie      | 7          | 0          | 0     | 0     | —       | —       | 7      | 0      |
| 1977/78         | AZ '67               | Eredivisie      | 0          | 0          | 0     | 0     | 0       | 0       | 0      | 0      |
| 1978            | San Jose Earthquakes | NASL            | 7          | 0          | —     | —     | —       | —       | 7      | 0      |
| 1978/79         | AZ '67               | Eredivisie      | 16         | 0          | 2     | 0     | 1       | 0       | 19     | 0      |
| 1979/80         | AZ '67               | Eredivisie      | 1          | 0          | 0     | 0     | —       | —       | 1      | 0      |
| 1980/81         | DS '79               | Eerste divisie  | 35         | 0          | 2     | 0     | 6       | 0       | 43     | 0      |
| 1981/82         | FC VVV               | Eerste divisie  | 34         | 0          | 2     | 0     | 6       | 0       | 42     | 0      |
| 1982/83         | FC VVV               | Eerste divisie  | 30         | 0          | 3     | 0     | 6       | 0       | 39     | 0      |
| 1983/84         | FC VVV               | Eerste divisie  | 11         | 0          | 2     | 0     | 0       | 0       | 13     | 0      |
| Carrière totaal | Carrière totaal      | Carrière totaal | 357        | 0          | 29    | 0     | 24      | 0       | 410    | 0      |

## Verdere loopbaan
Nadat hij zijn voetbalschoenen aan de wilgen had gehangen, runde Vooys enige tijd een restaurant in Westzaan. Later belandde hij alsnog in de visserij, waarin hij tot aan zijn pensioen in januari 2013 werkzaam is geweest.